# Cape Sable Island
Cape Sable Island – wyspa w południowej części kanadyjskiej prowincji Nowa Szkocja, oddzielona od części kontynentalnej cieśniną Barrington Passage (43°27′32″ N, 65°36′20″ W). Nazwa wyspy pojawiła się na mapie Lopo Homema w połowie XVI w. i pochodzi od francuskiego określenia piasku – sable, od sierpnia 1949 wyspa jest połączona ze stałym lądem drogą wzdłuż grobli komunikacyjnej.